# Pirot
Pirot (în sârbă Пирот) este un oraș, centru administrativ a regiunii cu același nume, din Serbia. El are o populație de 63.791 locuitori din care 93% sunt sârbi și 3% romi. Uzina cea mai imprtantă fiind fabrica de anvelope „Tigar”. Orașul este locul naștere al compozitorului Vojislav Vučković.